# Duplexhaus

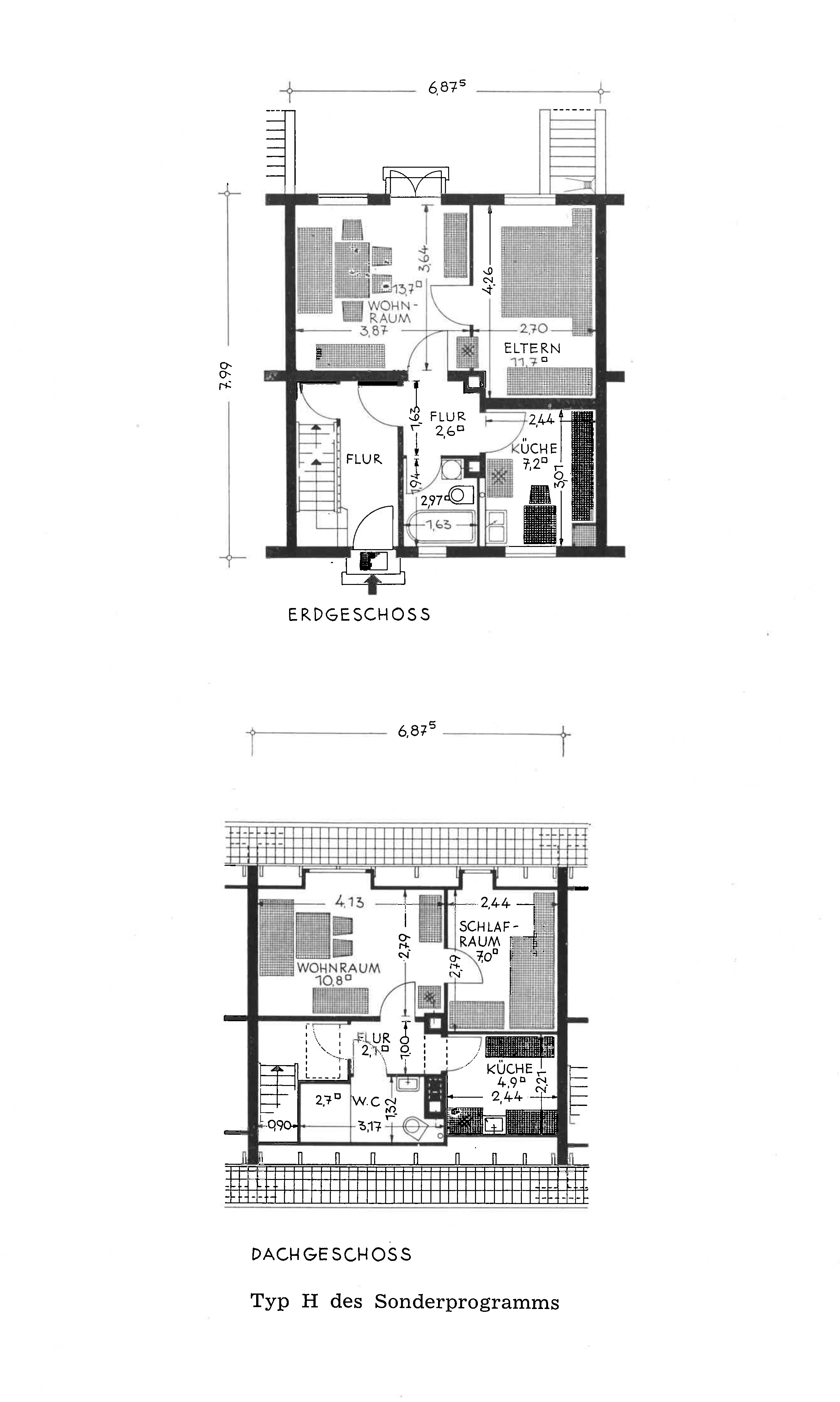
Duplexhaus ERP-Typ „H“ von 1949

Ein Duplexhaus (auch: Duplex-Haus) ist ein Typengebäude, das planerisch und konstruktiv auf zwei unterschiedliche Nutzungsphasen ausgelegt ist. Diese Gebäudetypologie wurde von der Kieler Arbeitsgemeinschaft für zeitgemäßes Bauen e.V. im Jahr 1949 für die Wohnungsbauprogramme, vor allem für das ERP-Programm 10.000 Flüchtlingswohnungen in Schleswig-Holstein entwickelt und für die praktische Anwendung als Typengebäude und Mustergrundrisse in mehreren Varianten publiziert. Als Gebäude- und Wohnungstypus kamen sie auch in anderen Ländern, z. B. in den Niederlanden, in der Wiederaufbauphase nach dem Zweiten Weltkrieg vor.

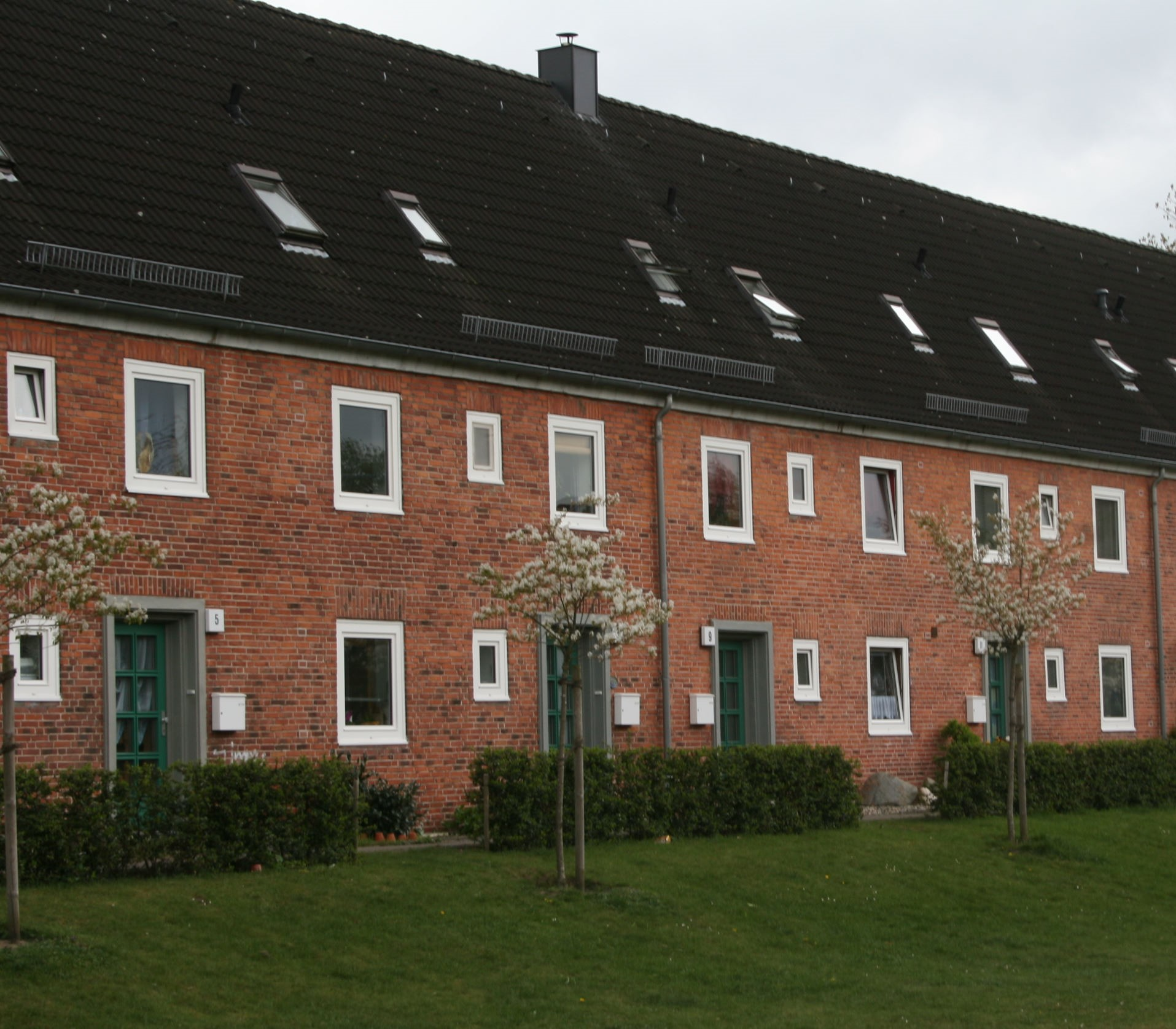
Duplexhaus ERP-Typ „H“ in der Böcklersiedlung Neumünster aus dem ERP-Programm 10.000 Flüchtlingswohnungen (1950)

„Der Grundgedanke des Duplex-Hauses ist der, dass die beiden Wohnungen im Erd- und Obergeschoss bei Lockerung der Wohnungsnot und Besserung der wirtschaftlichen Lage zu einem Einfamilienhaus vereinigt werden.. . . “

Duplexhäuser sind (in der Regel reihenhausartige) Gebäude, die als Einspänner mit jeweils mindestens zwei oder auch drei (Miet-)Wohnungen errichtet wurden. Der Baukörper war dabei 1 ½-geschossig (mit ausgebautem Dachgeschoss) oder 2- bis zu 2 ½-geschossig (mit anfangs häufig nicht ausgebautem Dachgeschoss) ausgebildet. Die Gebäude waren in der Anfangskonzeption bereits so ausgelegt, dass die Wohnungen – bei nachlassender Anspannung auf dem Wohnungsmarkt – zusammengelegt werden konnten. Die Zusammenlegung sollte z. B. zu größeren Wohnungen unter Einbeziehung und Verteilung der Räume im Dachgeschoss ohne (umfänglichen) Umbau funktionieren. Auch ein kompletter Umbau des Gebäudes zu einem Einfamilienhaus sollte möglich sein. Duplex-Grundrisse waren auch im Geschosswohnungsbau für horizontale Wohnungszusammenlegungen vorgesehen.

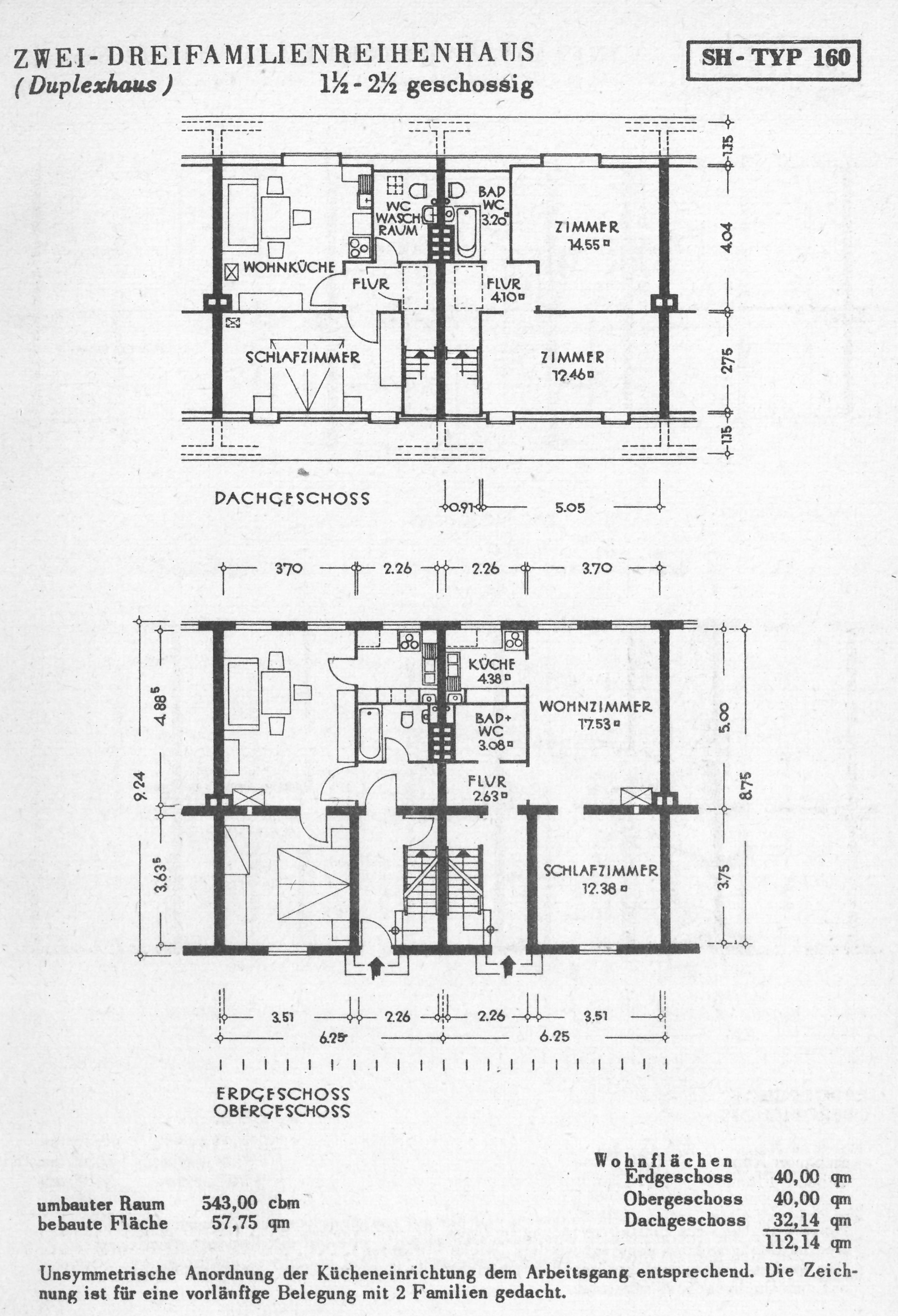
Duplexhaus SH-Typ 167 als Einfamilienreihenhaus 1½ geschossig
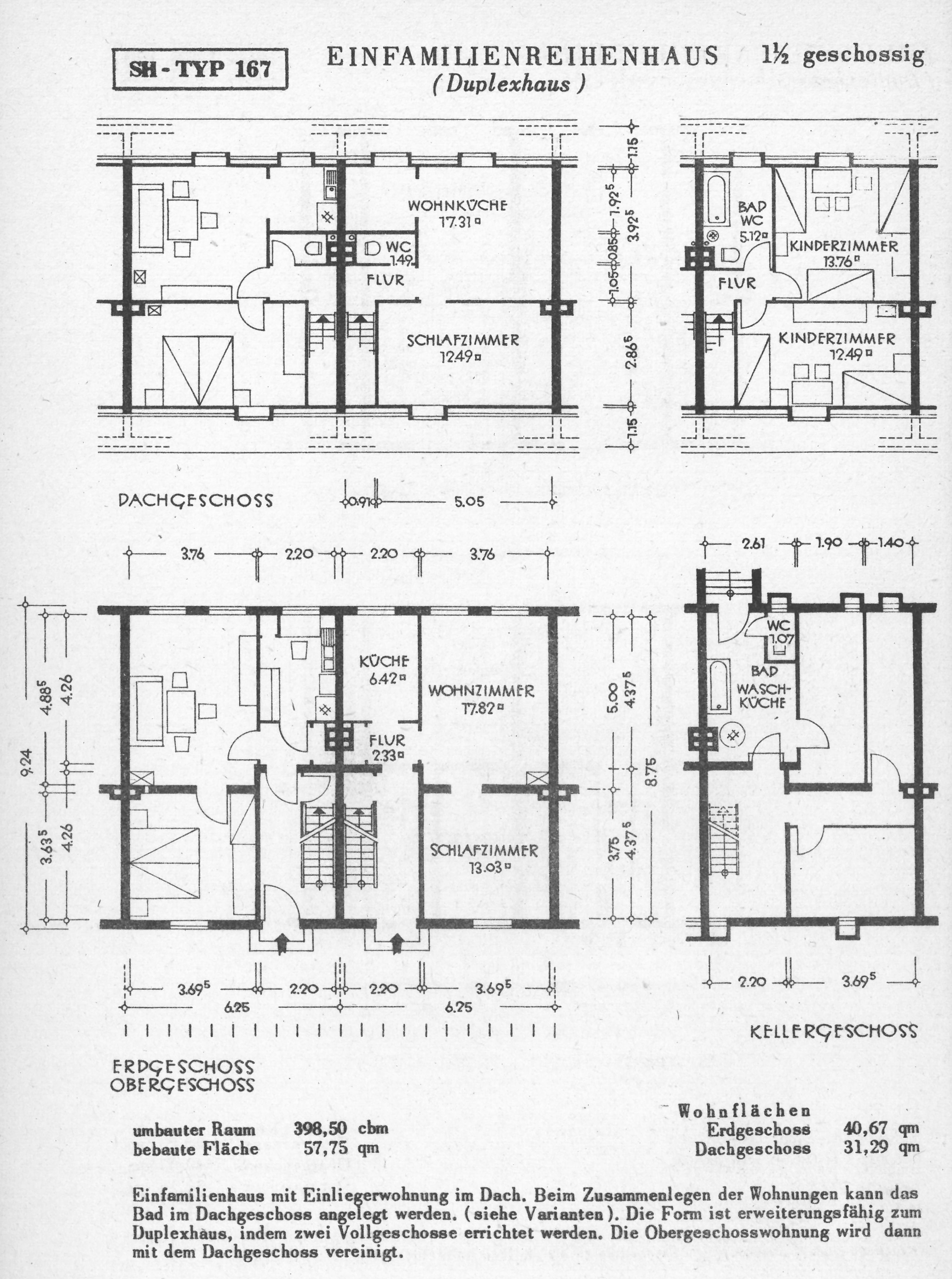
Duplexhaus SH-Typ 160 als Zwei- bis Dreifamilienreihenhaus 1½ - 2½ geschossig
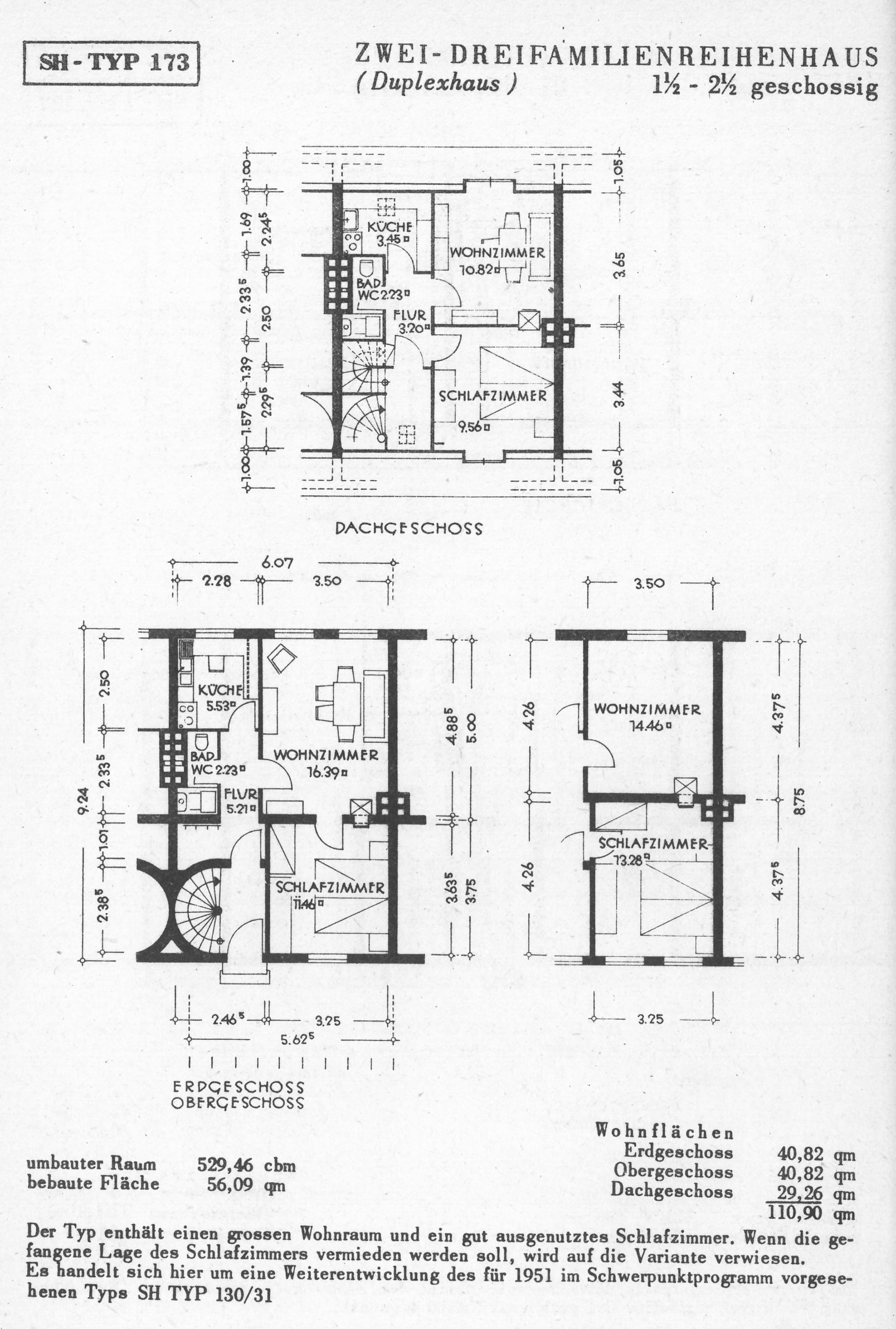
Duplexhaus SH-Typ 173 als Zwei- bis Dreifamilienreihenhaus 1½ - 2½ geschossig
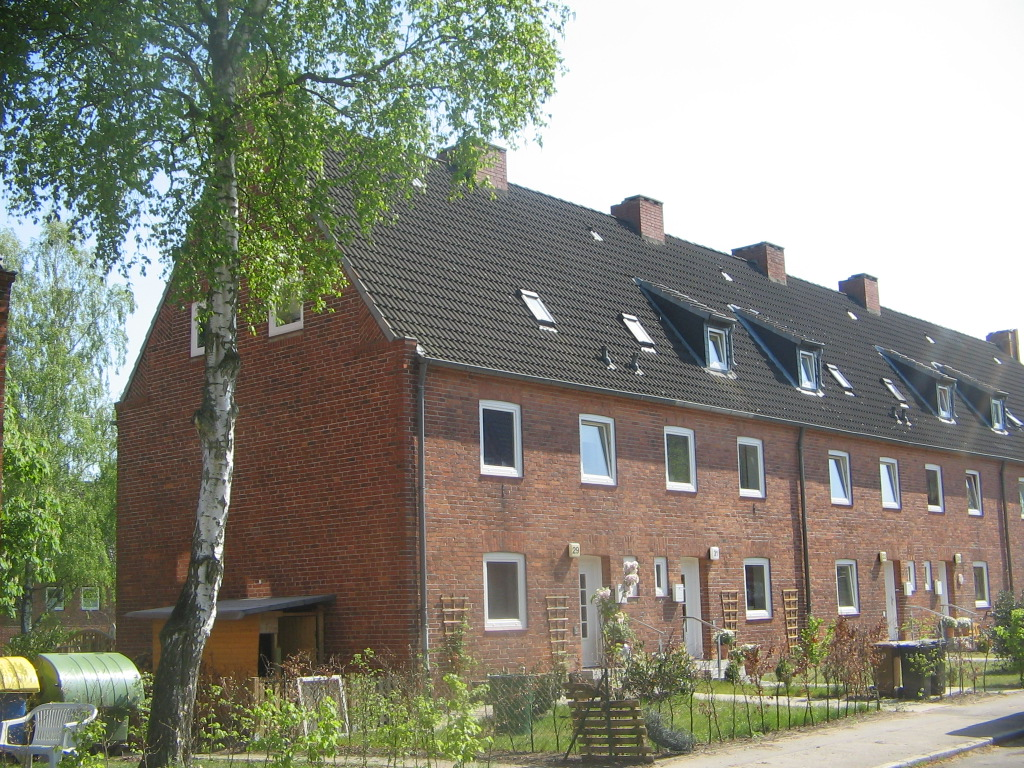
Duplexhäuser in Lübeck-Eichholz (von 1952)
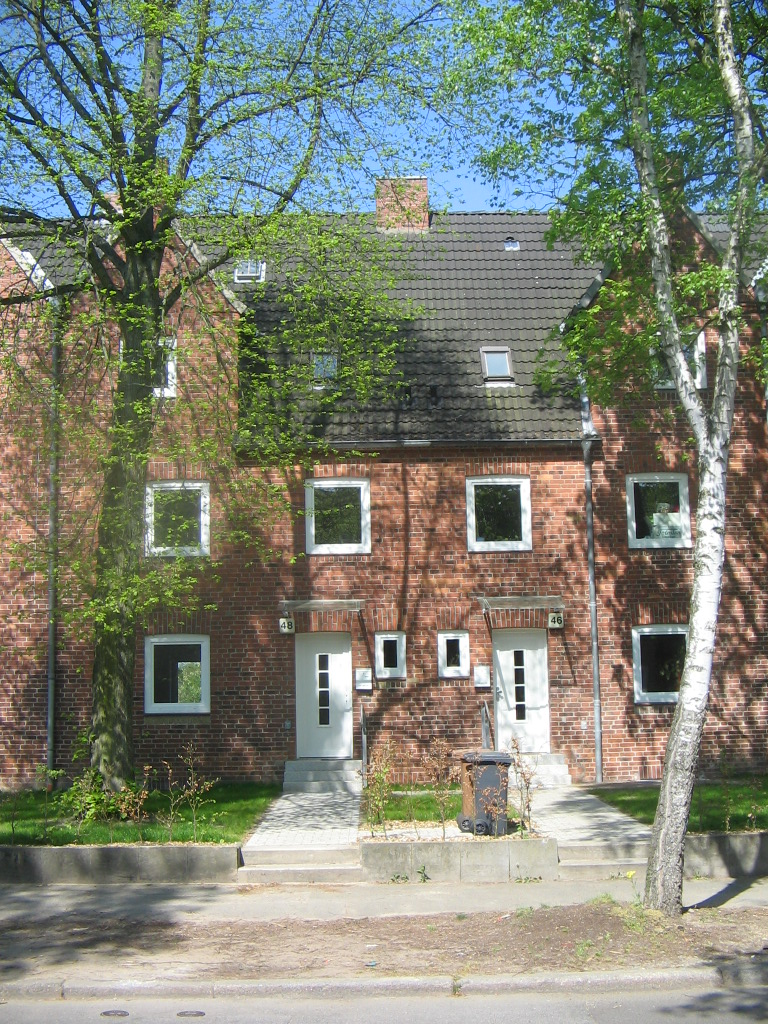
Duplexhäuser in Lübeck-Eichholz, Kaninchenbergweg (von 1952)
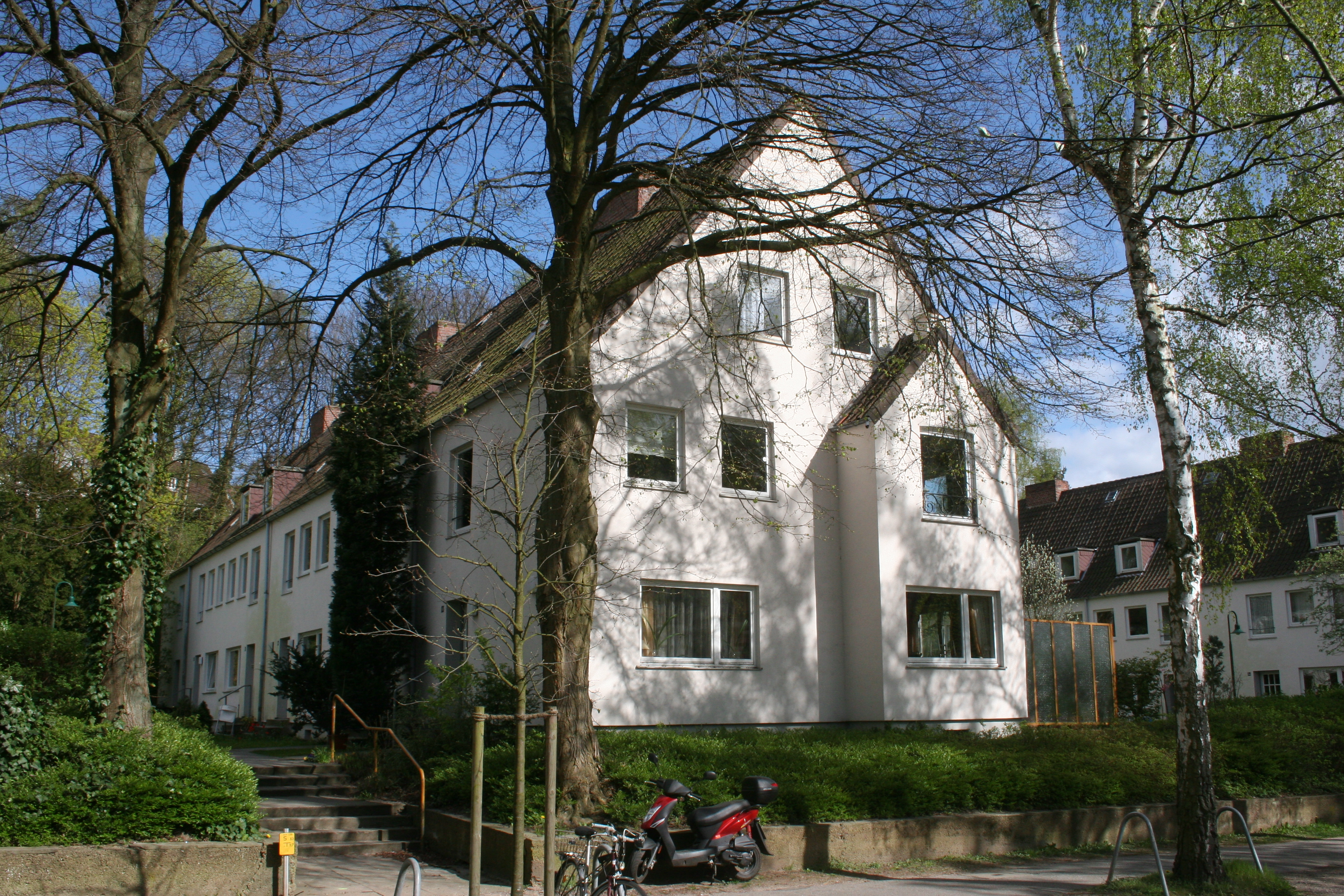
Duplexhäuser SH-Typ 173 in der Moltkestraße in Kiel (von 1952)

Im ERP-Programm 10.000 Flüchtlingswohnungen wurden mehr als 2.000 Wohnungen in Duplexhäusern als ERP-Typ H (SH-Typ 160) errichtet. Insgesamt wurden in den 1950er Jahren mehr als 20.000 Duplexhäuser im Rahmen des Sozialen Wohnungsbaus in Schleswig-Holstein errichtet.